# 0-3-0
0-3-0 ist eine Bauartbezeichnung von Triebfahrzeugen nach der Whyte-Notation für dreirädrige Dampflokomotiven von  Einschienenbahnen.

## Geschichte

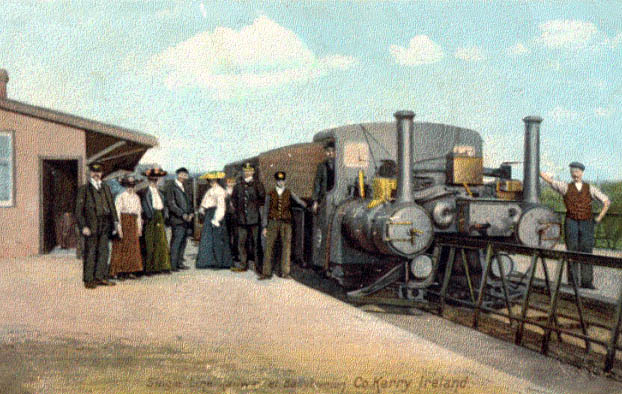
Listowel and Ballybunion Railway, 1900

Diese sehr ungewöhnliche Bauartbezeichnung wurde nur für besondere Einschienenbahnen genutzt.

### Listowel and Ballybunion Railway
Die Lokomotiven der Lartigue-Einschienenbahn der Listowel and Ballybunion Railway hatten die Bauartbezeichnung 0-3-0, obwohl sie ein weitgehend unbelastetes Führungsrad hatten. Diese Lokomotiven wurden 1888 von der Hunslet Engine Company in Leeds gebaut.

### Patiala State Monorail Trainways

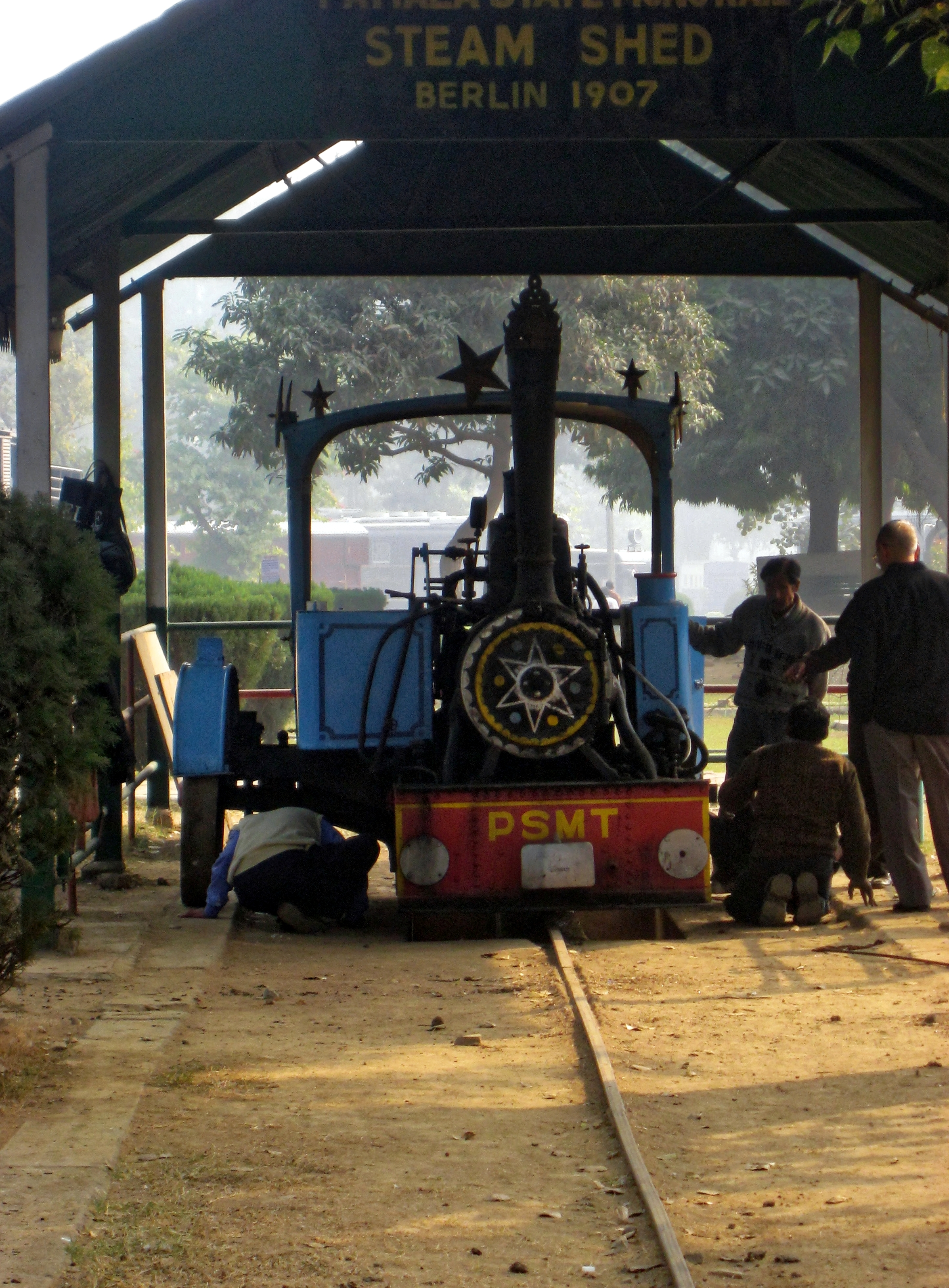
Patiala Einschienenbahn-Lok im indischen National Railway Museum

Vier Lokomotiven mit der Bauartbezeichnung 0-3-0 wurden 1907 für die Patiala State Monorail Trainways, einer Einschienenbahn in Patiala (Indien) gebaut. Die Fahrzeuge hatten Antriebsräder mit Doppelspurkränzen und ein spurkranzloses Rad auf einem Ausleger, das auf dem Boden lief. Der Hersteller war Orenstein & Koppel in Berlin und eine Lokomotive ist betriebsbereit im indischen National Railway Museum in New Delhi erhalten.